# جرج دیویس (بازیکن فوتبال، زاده ۱۸۹۷)
جرج دیویس (انگلیسی: George Davies; ۱۹ ژانویهٔ ۱۸۹۷ – ۱۹۵۶ (۵۸−۵۹ سال)) بازیکن فوتبال بود.
از باشگاه‌هایی که در آن بازی کرده‌است می‌توان به باشگاه فوتبال پرسکوت کابلس، باشگاه فوتبال نورتویچ ویکتوریا، و باشگاه فوتبال گریمزبی تاون اشاره کرد.